# 해장술
해장술(解酲-)은 숙취로 거북한 속을 풀기 위해 마시는 술이다.

## 세계의 해장술

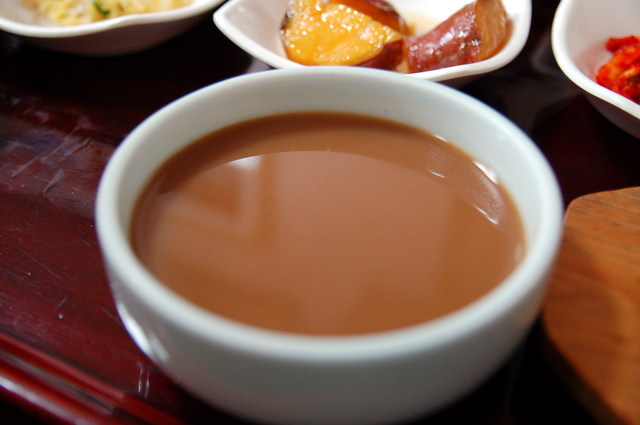
모주 (한국)
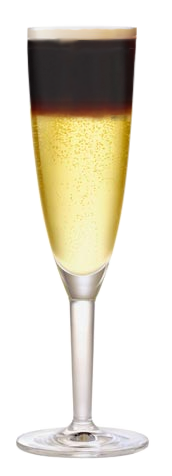
블랙 벨벳 (영국)
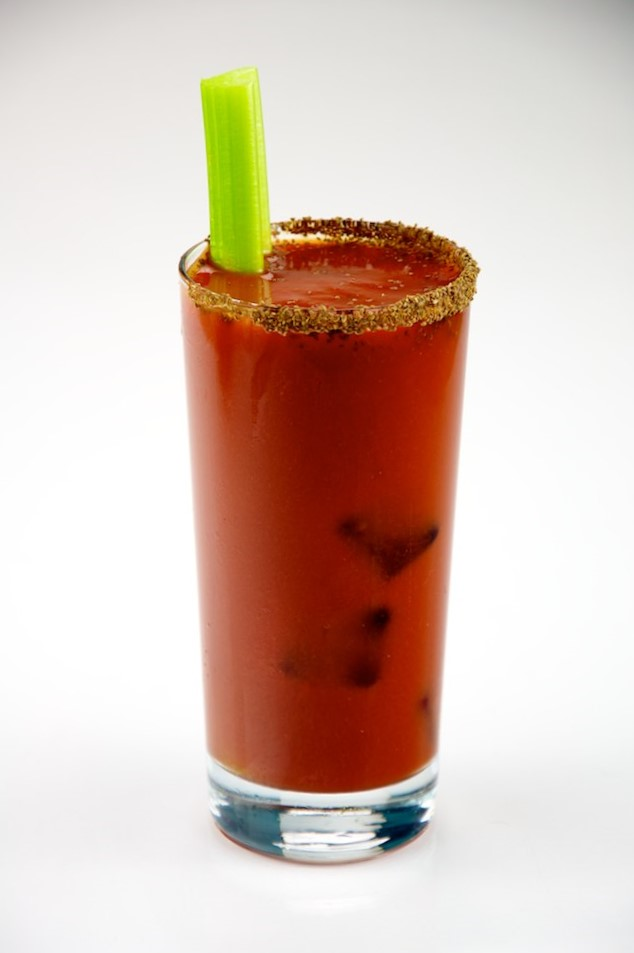
블러디 메리 (영국)

## 같이 보기
- 해장 음식